# Penso e Freixinho
Penso e Freixinho (oficialmente: União das Freguesias de Penso e Freixinho) é uma freguesia portuguesa do município de Sernancelhe, com 14,14 km² de área e 364 habitantes (censo de 2021). A sua densidade populacional é 25,7 hab./km².

## História
Foi criada aquando da reorganização administrativa de 2012/2013, resultando da agregação das antigas freguesias do Penso e Freixinho.

## Demografia
A população registada nos censos foi:
| Distribuição da População por Grupos Etários | Distribuição da População por Grupos Etários | Distribuição da População por Grupos Etários | Distribuição da População por Grupos Etários | Distribuição da População por Grupos Etários | Distribuição da População por Grupos Etários |
| -------------------------------------------- | -------------------------------------------- | -------------------------------------------- | -------------------------------------------- | -------------------------------------------- | -------------------------------------------- |
| Antes da agregação                           |                                              |                                              |                                              |                                              |                                              |
| Ano                                          | 0-14 anos                                    | 15-24 anos                                   | 25-64 anos                                   | >= 65 anos                                   | Total                                        |
| 2001                                         | 55                                           | 56                                           | 188                                          | 97                                           | 396                                          |
| 2011                                         | 42                                           | 38                                           | 190                                          | 100                                          | 370                                          |
| Após a agregação                             |                                              |                                              |                                              |                                              |                                              |
| Ano                                          | 0-14 anos                                    | 15-24 anos                                   | 25-64 anos                                   | >= 65 anos                                   | Total                                        |
| 2021                                         | 36                                           | 27                                           | 166                                          | 135                                          | 364                                          |